# Râul Negru (Michigan)
Râul Negru este un râu lung de 6,8 km din partea de sud-vest a statului american Michigan care se varsă în lacul Michigan din South Haven, unde se varsă pe lângă Farul din South Haven. Râul își ia numele de la culoarea maro închis a apei sale, cauzată de sedimente suspendate și materiale organice preluate de-a lungul cursului său. Râul susține o varietate de animale sălbatice, inclusiv păstrăv, broaște țestoase, lipitori și multe alte soiuri de floră și faună. Bazinul hidrografic al râului Negru cuprinde 740 km2 pe două județe și 13 localități.